# Juliusz Hoffmann
Juliusz Ernest Hoffmann (ur. 25 sierpnia 1880 w Złoczowie, zm. 1962) – podpułkownik piechoty Wojska Polskiego, kawaler Orderu Virtuti Militari.

## Życiorys
Syn Ferdynanda i Pauliny, urodzony 25 sierpnia 1880 w Złoczowie, w ówczesnym mieście powiatowym Królestwa Galicji i Lodomerii.  
Od 1915 m.in. należał do Polskiej Organizacji Wojskowej. Po odzyskaniu przez Polskę niepodległości został przyjęty do Wojska Polskiego. 1 grudnia 1919 został mianowany kapitanem w piechocie. Pełnił wówczas służbę w Dowództwie X Brygady Piechoty. 19 sierpnia 1920 został zatwierdzony z dniem 1 kwietnia 1920 w stopniu kapitana, w piechocie, w grupie oficerów byłej armii austro-węgierskiej. Nadal pełnił służbę w Dowództwie X Brygady Piechoty. 1 czerwca 1921 pełnił służbę w Dowództwie 5 Dywizji Piechoty, a jego oddziałem macierzystym był 40 Pułk Piechoty. W tym czasie przysługiwał mu obok stopnia wojskowego tytuł „adiutant sztabowy”.
3 maja 1922 został zweryfikowany w stopniu majora ze starszeństwem z 1 czerwca 1919 i 36. lokatą w korpusie oficerów piechoty. Jego oddziałem macierzystym był nadal 40 pp. W dalszym ciągu przysługiwał mu tytuł adiutanta sztabowego. 1 listopada 1922 został „powołany do służby Sztabu Generalnego z prawem jednorocznego doszkolenia w Wyższej Szkole Wojennej”. Pełnił wówczas służbę w Dowództwie Okręgu Korpusu Nr VI we Lwowie, a jego oddziałem macierzystym był 26 Pułk Piechoty we Lwowie. Od tego czasu przysługiwał mu obok stopnia wojskowego tytuł „przydzielony do Sztabu Generalnego”. W 1923 zajmował w DOK VI stanowisko szefa Oddziału IV Sztabu. 31 marca 1924 został mianowany podpułkownikiem ze starszeństwem z 1 lipca 1923 i 26. lokatą w korpusie oficerów piechoty. W tym czasie służył w macierzystym 26 pp. W 1925 pełnił służbę na stanowisku dowódcy I batalionu 26 pp. W maju 1926 został przeniesiony do 54 Pułku Piechoty w Tarnopolu na stanowisko dowódcy III batalionu, a w maju 1927 do 28 Pułku Piechoty w Łodzi na stanowisko dowódcy I batalionu. Z dniem 30 września 1928 został przeniesiony w stan spoczynku. Mieszkał w Suchodole.
Jako emerytowany oficer w 1932 został wylosowany sędzią sądu przysięgłych we Lwowie.
Na początku 1938 emerytowany podpułkownik inżynier Juliusz Hoffmann został wybrany burmistrzem Zaleszczyk.
Był żonaty i miał dwóch pasierbów: Jerzego (ur. 29 lipca 1921) oraz Stefana (ur. 29 listopada 1922).

## Ordery i odznaczenia
- Krzyż Srebrny Orderu Wojskowego Virtuti Militari nr 577 – 22 lutego 1921[21][1]
- Krzyż Oficerski Orderu Odrodzenia Polski – pośmiertnie, 22 grudnia 1962 „za zasługi położone w długoletniej pracy społecznej"[22]
- Krzyż Walecznych – 1921[23][3]
- Medal Pamiątkowy za Wojnę 1918–1921 – 1931[3]
- Medal Dziesięciolecia Odzyskanej Niepodległości – 1931[3]